# 维尔纳·德尔梅斯
维尔纳·德尔梅斯（德語：Werner Delmes，1930年9月28日—2022年1月13日），德国男子曲棍球运动员。他曾代表德国联队参加1956年和1960年夏季奥林匹克运动会曲棍球比赛，获得一枚铜牌。